# Jürgen May (Epidemiologe)
Jürgen May (* 14. März 1965 in Schorndorf bei Stuttgart) ist ein deutscher Professor für die Epidemiologie von Tropenkrankheiten an der Universität Hamburg und seit 2021 Vorstandsvorsitzender des Bernhard-Nocht-Instituts für Tropenmedizin (BNITM) in Hamburg, Deutschland.

## Leben

### Wissenschaftliche Laufbahn
Nach dem Medizinstudium an den Universitäten Heidelberg, Wien und Hamburg begann Jürgen May 1994 seine wissenschaftliche Laufbahn als Doktorand am Bernhard-Nocht-Institut für Tropenmedizin in Hamburg, bei der er an einer molekularepidemiologischen Studie zu wirtsgenetischen Einflussfaktoren bei der Onchozerkose (Flussblindheit) gearbeitet hat. 1995 folgte die Promotion in Tropenmedizin und Öffentlicher Gesundheit am Tropeninstitut an der Freien Universität Berlin.
Im Anschluss wechselte Jürgen May mit Christian Meyer an das Berliner Institut für Tropenmedizin und hielt sich mehrfach zu Forschungszwecken an dem Postgraduate Institute for Medical Research Training, University College Hospital Ibadan, Nigeria, auf, bevor er 1998 für 15 Monate am Tropeninstitut der Eberhard Karls Universität Tübingen tätig war. Während dieser Zeit bildete er sich in den Methoden der Statistik weiter, deren Anwendung bei der Untersuchung von Assoziationen von genetischen Varianten des Menschen mit der Ausprägung von Malaria und anderen tropentypischen Infektionskrankheiten zum Tragen kam. Im Jahr 2000 erlangte er die Gebietsbezeichnung „Arzt für Tropenmedizin“, arbeitet als Leiter des parasitologisch-diagnostischen Labors des Berliner Instituts für Tropenmedizin und war Gastarzt in der Infektiologischen Klinik der Charité, Humboldt-Universität zu Berlin.
Im Jahr 2001 habilitierte er im Fach Tropenmedizin und kehrte danach zunächst als Wissenschaftlicher Mitarbeiter (Sektion Tropenmedizinische Grundlagenforschung) und ab 2004 als Leiter einer neu eingerichteten Arbeitsgruppe für Infektionsepidemiologie an das BNITM zurück. Hier etablierte er statistische Methoden zur Planung, Umsetzung und Analyse epidemiologischer Studien. Internationale wissenschaftliche Beachtung erlangte May im Rahmen systematischer Analysen von Infektionskrankheiten bei ghanaischen Kindern, wie z. B. einer großen Interventionsstudie über eine intermittierende prophylaktische Malariabehandlung. Nach Erlangung des „Master of Science (MSc) Epidemiology“ an der London School of Hygiene and Tropical Medicine (LSHTM), Vereinigtes Königreich, im Jahr 2006 führte er Analysen des z. T. selektiven Schutzes von Hämoglobin (Hb)S, HbC und alpha-Thalassämie vor den unterschiedlichen klinischen Formen der Malaria tropica (Plasmodium falciparum) durch.
Ab 2009 war er außerordentlicher Professor an der Universität Hamburg. 2017 wurde er zum W3-Professor für „Epidemiologie der Tropenkrankheiten“ an der Medizinischen Fakultät der Universität Hamburg ernannt und zeitgleich zum Leiter der Abteilung Infektionsepidemiologie am BNITM. Am 1. Oktober 2021 wurde er schließlich zum Vorstandsvorsitzenden des BNITM berufen.
Die Kooperation mit afrikanischen Partnerinstitutionen ist für May essentiell, um internationale Forschung an Infektionskrankheiten durchführen zu können. Besonders hervorzuheben ist das Kumasi Centre for Collaborative Research in Tropical Medicine (KCCR) in Kumasi, Ghana, gegründet 1997, welches er mit aufbaute und in dessen wissenschaftlichem Beirat er Mitglied ist. Das KCCR findet mittlerweile große internationale Beachtung und ist Teil zahlreicher Forschungskooperationen. Auch die Zusammenarbeit mit klinischen Institutionen vor Ort hat May mitgeprägt und an lokalen Krankenhäusern, wie dem Presbyterian Hospital in Agogo oder dem St. Francis Xavier Hospital in Assin Fosu, Ghana, sind Teile seiner Forschungsgruppe tätig.
Seine aktuellen Forschungsschwerpunkte sind die Epidemiologie und Kontrolle von übertragbaren Krankheiten in Afrika südlich der Sahara, vor allem in Ghana, Tansania, Madagaskar und São Tomé und Príncipe. Im Fokus liegen armutsbedingte und vernachlässigte Krankheiten in ressourcenarmen Gebieten, die Untersuchung von Infektionserregern und ihrer Übertragungsbedingungen sowie die Festlegung von Gesundheitsprioritäten.

### Privates
Jürgen May lebt in Hamburg, ist verheiratet und Vater von drei Kindern.

## Veröffentlichungen
- Auflistung der wissenschaftlichen Arbeiten von Jürgen May in der Webressource ORCID 0000-0001-7831-8420
- Veröffentlichungen von und über Jürgen May auf dem Dokumentenserver Researchgate
- Literatur von und über Jürgen May im Katalog der Deutschen Nationalbibliothek

## Auszeichnungen
- Memento Forschungspreis 2019 für die Erforschung der Ursachen schwerer Infektionskrankheiten bei afrikanischen Kindern[6]